# Probefläche
Als Probeflächen werden in den Geowissenschaften kleine Teile der Erdoberfläche bezeichnet,
1. auf denen wissenschaftliche Versuche durchgeführt werden oder
2. die als repräsentative Testflächen zur Datenerfassung über größere Gebiete dienen.

Versuchsflächen werden im Regelfall nach den jeweiligen Erfordernissen des Forschungsprojektes ausgewählt, während Testflächen für Messpunkte meist in rasterförmigen Profilen angelegt werden, damit die Messwerte flächenhaft interpretiert und auch profilweise ausgewertet werden können.